# تیری برینکمان
تیری برینکمان (هلندی: Thierry Brinkman؛ زادهٔ ۱۹ مارس ۱۹۹۵) بازیکن هاکی روی چمن اهل هلند است.